# Maasdam
Maasdam è un villaggio (dorp) di circa 3.200-3.300 abitanti del sud-ovest dei Paesi Bassi, facente parte della provincia dell'Olanda Meridionale e situato lungo il corso della Binnendijkte Maas (da cui il nome), nell'isola di Hoeksche Waard. Dal punto di vista amministrativo, si tratta di un ex-comune, dal 1984 accorpato alla municipalità di Binnenmaas (di cui era il capoluogo), municipalità a sua volta inglobata nel 2019 nella nuova municipalità di Hoeksche Waard (di cui è sede del comune assieme a Oud-Beijerland).

## Geografia fisica

### Territorio
Maasdam si trova a pochi chilometri a sud della località costiera di Rotterdam. Il tratto nord-orientale confina con il villaggio di Puttershoek.
La superficie totale del villaggio è pari a 10,25 km², di cui 0,78 km² sono costituiti da acqua.

## Origini del nome
La località deve il proprio nome ad una diga sulla Binnenmaas  (un tempo un prolungamento dell'Oude Maas e ora nota come Binnendijkte Maas) costruita nel 1270.

## Storia

### Dalle origini ai giorni nostri
Nell'area dove sorge Maasdam fu realizzato nel corso del XIII secolo un castello, le cui fondamenta sono state riportate alla luce nel 1957.
Si hanno quindi notizie del feudo di Maasdam sin dal 1397.
Nel 1426, Filippo di Borgogna concesse a Maasdam i diritti di ambachtsheerlijkheid e la località venne governata da Jan Nemery. Maasdam fu quindi governata dalla famiglia Nemery per i successivi 70 anni.
A partire dal 1700, Maasdam fu governata da Charles Philippe van Dorp, e, in seguito, con il matrimonio della figlia di quest'ultimo, dalla famiglia Van der Duyn.
Nel 1989, furono scoperti nei dintorni di Maasdam i resti di un edificio in pietra di epoca medievale.

### Simboli
Lo stemma di Maasdam è costituito da due righe orizzontali rosse inframezzate da una riga orizzontale dorata.
Lo stemma della località deriva da quello della famiglia Van Valkenburg.

## Monumenti e luoghi d'interesse

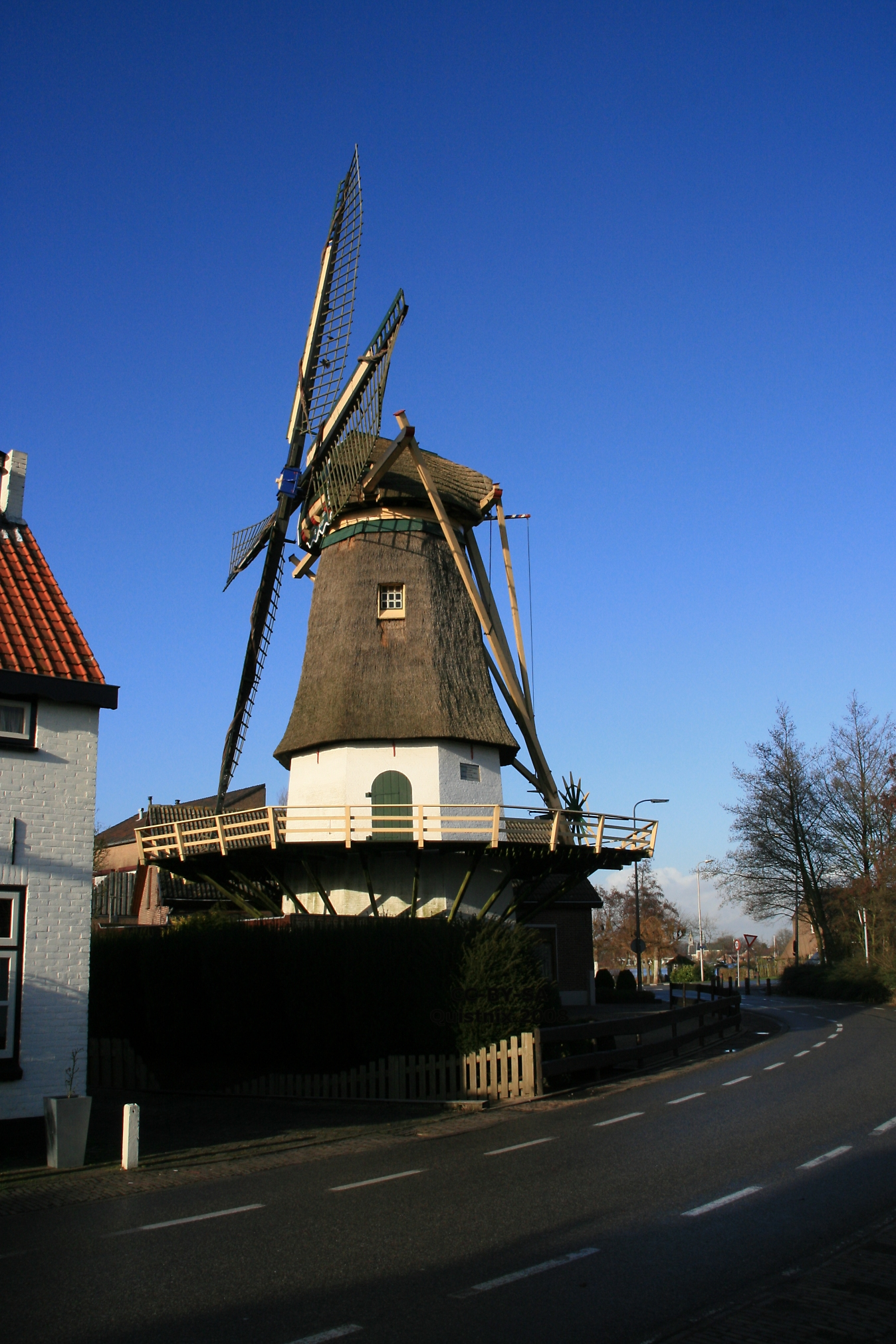
Maasdam: il mulino De Hoop

Maasdam vanta 8 edifici classificati come rijksmonumenten .

### Architetture religiose

#### Hervormde Kerk
Principale edificio religioso di Maasdam è la Chiesa protestante (Hervormde Kerk): situata al nr. 37 della Raadshuisstraat, fu realizzata nel 1871 su progetto dell'architetto Visser.

### Architetture civili

#### Poldersche Molen
Altro edificio d'interesse è il Poldersche Molen, un mulino a vento risalente al 1749.

#### Mulino De Hoop
Un altro mulino a vento di Maasdam è il mulino De Hoop, risalente al 1822.

## Società

### Evoluzione demografica
Al censimento del 1º gennaio 2018, Maasdam contava una popolazione pari a 3.275 abitanti, di cui 1.660 erano uomini e 1.615 erano donne.
La località ha conosciuto un calo demografico rispetto al 2017, quando contava una popolazione pari a 3.290 abitanti, dato che era in progressivo incremento dal 2014, quando la popolazione di Maasdam era pari a 3.220 abitanti (stesso dato demografico del 2013).

## Geografia antropica

### Suddivisioni amministrative
Buurtschappen
- Cillaarshoek
- Sint Anthoniepolder
- Zwanegat (in gran parte)

## Economia

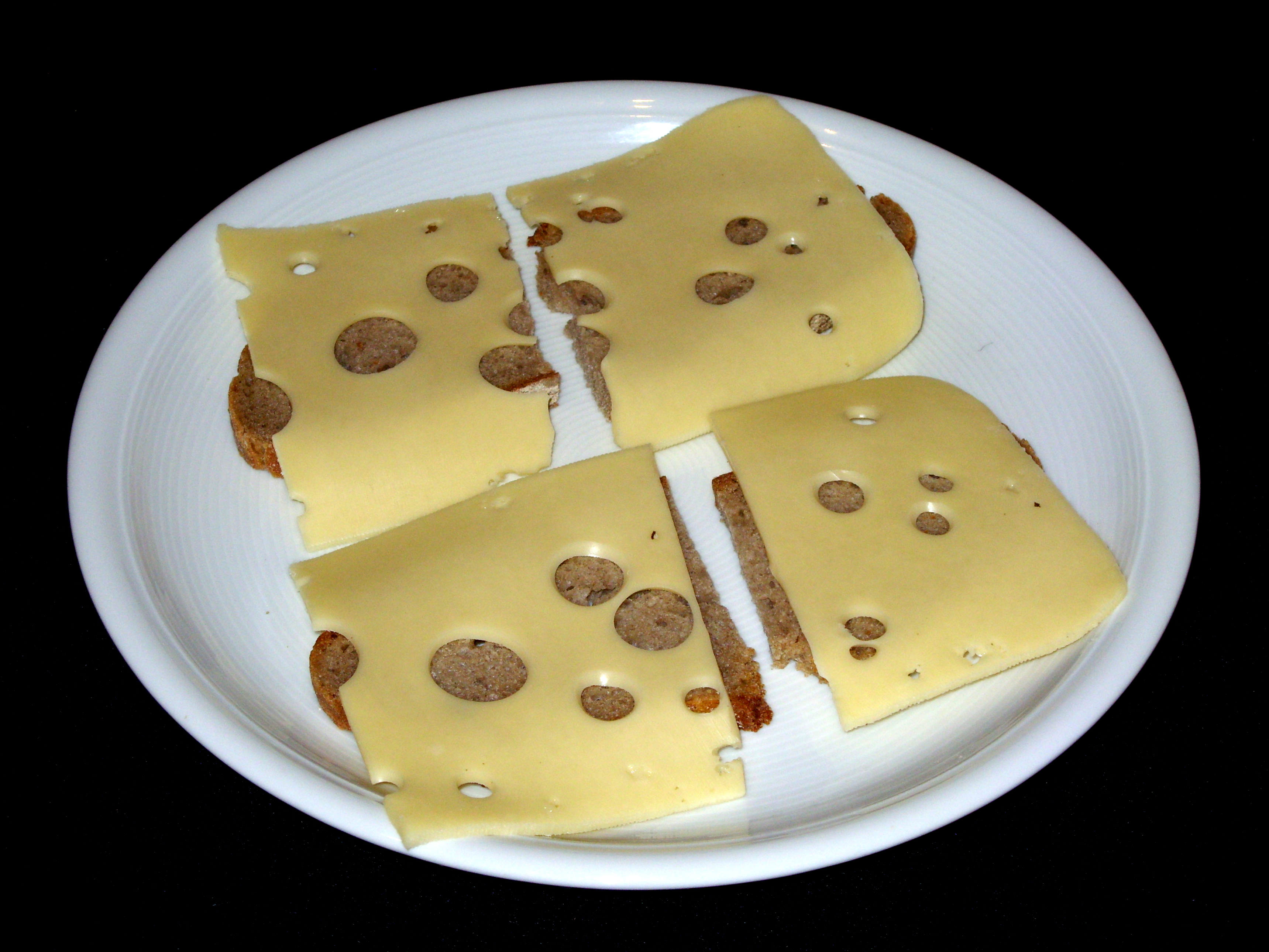
Il formaggio Maasdam

Tipico prodotto locale è il formaggio Maasdam.